# 交響曲第103番 (ハイドン)
交響曲第103番 変ホ長調 Hob. I:103 は、フランツ・ヨーゼフ・ハイドンが1795年に作曲した交響曲。いわゆる『ロンドン交響曲』のうちの1曲であり、第1楽章の冒頭と結尾で、ティンパニの長い連打があることから『太鼓連打』（英: The Drumroll, 独: mit dem Paukenwirbel）の愛称で呼ばれている。
初演以来、本作はハイドンの交響曲のうちでも人気のある曲の一つとなっており、現在でも頻繁に演奏、録音されている。

## 作曲と初演
本作は、ハイドンの2度のイギリス滞在の間に作曲された12曲の『ロンドン交響曲』のうち、最後から2番目の交響曲である。
ハイドンのイギリス訪問以前から、ハイドンの作品はイギリスで広く知られていて、イギリスにとってもハイドンの訪問は悲願であった。そのため、イギリスではハイドンは熱烈な歓迎を受け、このようなことから、ハイドンのイギリス滞在はハイドンの人生の内でも実り多い時期の一つとなった。このような中で、ハイドンは1794年から1795年にかけての冬、ロンドンで本作を作曲した。
初演は1795年3月2日、国王劇場にて、オペラコンサーツと呼ばれるコンサートの中で行われ、そのときの管弦楽団は当時としてはかなりの大規模となる60人から成っていた。演奏の指導はコンサートマスターを務めたジョヴァンニ・バッティスタ・ヴィオッティとハイドン自身が行い、初演は大成功であったと伝えられている。当時ロンドンで発行されていた新聞「モーニング・クロニクル」の評論家は次のように述べている。
ハイドンは後に、ウィーンで本作を演奏するために終楽章に少し手を加えており、現在一般的に演奏されているものはこの時の版である。また、1831年にはドイツの作曲家リヒャルト・ワーグナーが本作をピアノ独奏用に編曲している。

## 楽器編成
| 木管         | 木管 | 金管         | 金管         | 打         | 打       | 弦              | 弦 |
| ------------ | ---- | ------------ | ------------ | ---------- | -------- | --------------- | -- |
| フルート     | 2    | ホルン       | 2            | ティンパニ | 2        | 第1ヴァイオリン | ●  |
| オーボエ     | 2    | トランペット | 2            | 他         |          | 第2ヴァイオリン | ●  |
| クラリネット | 2    | 他           |              | 他         | ヴィオラ | ●               |    |
| ファゴット   | 2    | 他           | チェロ       | 他         | ●        |                 |    |
| 他           |      | 他           | コントラバス | 他         | ●        |                 |    |

## 構成
- 第1楽章 アダージョ - アレグロ・コン・スピーリト - アダージョ
変ホ長調、4分の3拍子 - 8分の6拍子、ソナタ形式。
（譜例1）
お使いのブラウザーでは、音声再生がサポートされていません。音声ファイルをダウンロードをお試しください。
（譜例2）

（譜例3）
お使いのブラウザーでは、音声再生がサポートされていません。音声ファイルをダウンロードをお試しください。
39小節にも及ぶ長大な序奏部の冒頭にティンパニによる1小節の導入（譜例1）があり、これが本作の愛称の由来となっている。その後に低音部で現れる旋律の冒頭4音は、グレゴリオ聖歌の「怒りの日」（譜例2）によく似ている。
主部（譜例3）は典型的なソナタ形式によるが、展開部でも第1主題の展開の合間に導入部の動機が取り扱われ、最後に第2主題の展開を経て、再現部につながる。再現部は圧縮され、第2主題の展開が終わると、すぐに変イ長調の  でコーダに入る。
その後、もう一度アダージョによる序奏部の旋律が回帰した後にコデッタの再現で締めくくるが、ラストで序奏部の旋律が再び登場するという手法は、本作の4年後に出版されたルートヴィヒ・ヴァン・ベートーヴェンの『悲愴ソナタ』の第1楽章でも同様の手法を用いている。

- 第2楽章 アンダンテ・ピウ・トスト・アレグレット
ハ短調、4分の2拍子、2つの主題を持つ二重変奏曲。
（譜例1）
お使いのブラウザーでは、音声再生がサポートされていません。音声ファイルをダウンロードをお試しください。
（譜例2）
お使いのブラウザーでは、音声再生がサポートされていません。音声ファイルをダウンロードをお試しください。
ハ短調（譜例1）とハ長調（譜例2）の2つの主題からなり、主題はクロアチア民謡からの引用と考えられている。また、この楽章ではクラリネットはTacet（タセット）となる。

- 第3楽章 メヌエット - トリオ
変ホ長調、4分の3拍子。
お使いのブラウザーでは、音声再生がサポートされていません。音声ファイルをダウンロードをお試しください。
お使いのブラウザーでは、音声再生がサポートされていません。音声ファイルをダウンロードをお試しください。
トリオは第102番と同様にレントラー風の旋律で、クラリネットによって歌われる。

- 第4楽章 フィナーレ：アレグロ・コン・スピーリト
変ホ長調、2分の2拍子（アラ・ブレーヴェ）、ソナタ形式。
（譜例1）

（譜例2）
お使いのブラウザーでは、音声再生がサポートされていません。音声ファイルをダウンロードをお試しください。
4小節のホルンによる導入（譜例1）の後、第1主題（譜例2）が提示されるが、この主題は第2楽章と同様にクロアチア民謡（フラニョ・クハチ（英語版）によれば、この楽章で用いられた民謡は "Divojčicapotokgazi" といわれている）からの引用であると考えられている。
第2主題は第1主題との関連性が非常に強く、単一主題とも捉えられる。